# Mariano de Foronda
Mariano de Foronda y González-Bravo  (El Escorial, 14 de septiembre de 1873-Foronda, 17 de julio de 1961) fue un noble español que por herencia paterna se convirtió en el II marqués de Foronda y al mismo tiempo fue nombrado I conde de Torre Nueva de Foronda, ambos desde 1920, grande de España desde 1927 y posteriormente por rehabilitación del título desde 1930 como II conde de Larrea.

## Biografía
Teniente coronel de caballería, fue diputado a Cortes. Luchó en la guerra de Filipinas con el grado de alférez (1895-1898). 
Fue un empresario español. Ingresó en la Compañía de Tranvías Eléctricos de Madrid, y en 1902 pasó a dirigir la de Barcelona, cargo que ocupó hasta 1931. El 2 de agosto de 1920 le fue concedido el título de Conde de Torre Nueva de Foronda. En 1929 fue nombrado director de la Exposición Internacional de Barcelona de 1929. Fue gentilhombre grande de España con ejercicio y servidumbre del rey Alfonso XIII.
Casó con María de las Mercedes Gómez y Uribarri.
Le fue concedida la Grandeza de España por Real Decreto de 26 de mayo de 1926, Real Despacho de 24 de noviembre del mismo año. Igualmente fue nombrado caballero gran cruz de la Orden de Carlos III el 26 de julio de 1929, en sustitución del marqués de Peñaflor.